# Ohio General Assembly

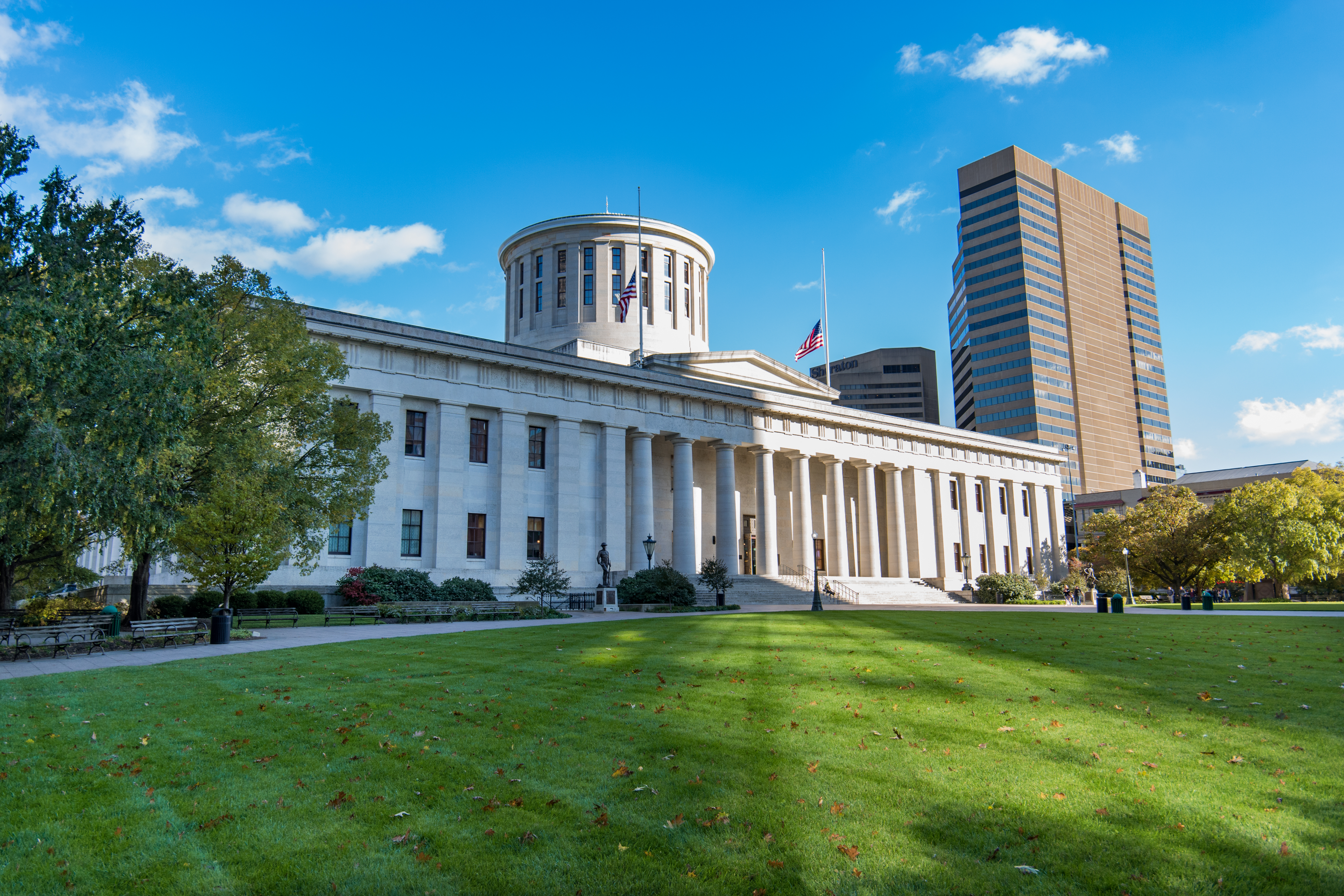
Die General Assembly tagt im Ohio Statehouse

Die Ohio General Assembly ist die State Legislature und damit die Legislative des US-Bundesstaats Ohio. Sie wurde durch die staatliche Verfassung 1802 geschaffen und besteht aus dem Repräsentantenhaus von Ohio, das als Unterhaus fungiert, sowie dem Senat von Ohio als Oberhaus. Die General Assembly tagt im Ohio Statehouse in Columbus, das auch Sitz des Gouverneurs und seines Stellvertreters ist.
Das Repräsentantenhaus besteht aus 99 Mitgliedern, der Senat aus 33. Das Repräsentantenhaus wird für zwei Jahre gewählt. Die Amtszeit der Senatoren beträgt vier Jahre, jeweils die Hälfte des Senats wird gleichzeitig mit dem Repräsentantenhaus gewählt. Der Wahltag fällt mit dem des Bundeskongresses zusammen.
Wählbar sind Bürger, die seit mindestens einem Jahr im entsprechenden Wahlbezirk leben.
Im Gegensatz zu den meisten State Legislatures, die als Teilzeitparlament nur begrenzte Tagungsperioden haben, ordnet die National Conference of State Legislatures (NCSL) die Ohio General Assembly als Vollzeitparlament „lite“ ein. Mit einer Vergütung von 65.528 USD pro Jahr (2020) liegen die Abgeordneten im oberen Bereich der Staatsparlamentarier.